# IC 3686
IC 3686 ist eine Spiralgalaxie vom Hubble-Typ Sc Sternbild Jungfrau auf der Ekliptik. Sie ist schätzungsweise 900 Millionen Lichtjahre von der Milchstraße entfernt und hat einen Durchmesser von etwa 270.000 Lichtjahren. Unter der Katalognummer VCC 1927 wird sie als Mitglied des Virgo-Galaxienhaufens aufgeführt, ist dafür jedoch viel zu weit entfernt.

Im selben Himmelsareal befinden sich unter anderem die Galaxien IC 3690, IC 3693, IC 3702, IC 3704.
Das Objekt wurde am 10. Mai 1904 von Royal Harwood Frost entdeckt.